# Albin Siekierski
Albin Franciszek Siekierski (ur. 1 marca 1920 w Imielinie, zm. 28 lutego 1989 w Katowicach) – polski pisarz, scenarzysta, poseł na Sejm PRL IX kadencji.

## Życiorys
Urodzony w rodzinie kolejarskiej. W 1938 ukończył gimnazjum klasyczne w Mysłowicach. Następnie podjął pracę na tamtejszej poczcie w charakterze praktykanta.
Po wybuchu II wojny światowej i kampanii wrześniowej najpierw pracował nadal w mysłowickiej poczcie, następnie w Czechowicach-Dziedzicach, po czym zagrożony aresztowaniem zbiegł do Krakowa. Pomimo braku przynależności do Volkslisty został wcielony do Wehrmachtu i skierowany został na front wschodni. Ranny został w bitwie na łuku kurskim. Po rekonwalescencji zdezerterował, dzięki przyjaciołom otrzymał nowe dokumenty na nazwisko Bonifacy Czyżewski. Pod tym nazwiskiem, został zatrzymany w ulicznej łapance w Krakowie i zesłany do obozu pomocniczego w Saksonii. Pracował przymusowo w fabryce porcelany w Dolnej Bawarii.
Po zakończeniu wojny powrócił na Górny Śląsk. Podjął pracę w spółdzielczości oraz studia w Wyższej Szkole Nauk Społecznych i Gospodarczych w Katowicach, które ukończył w 1952. W 1953 podjął pracę w Przedsiębiorstwie Robót Inżynieryjnych Przemysłu Węglowego w Katowicach.
Debiutował poezją w 1936 w czasopiśmie „Junak”. Po wojnie drukował dwa opowiadania na łamach „Gościa Niedzielnego” i „Ogniw” (organ Związku Powstańczego). W latach pięćdziesiątych był członkiem zespołu redakcyjnego „Poglądów”. W 1958 wydał utwór sceniczny przeznaczony dla teatrów amatorskich Domek z ogródkiem. W 1959 pojawiły się kolejne utwory: Na granicy Górnego Śląska i Umowa stoi, a w 1960 jednoaktówka Szarwark. Od 1961 należał do Związku Literatów Polskich.
W 1960 ukazała się także powieść Ocalenie, którą można uważać za właściwy debiut Siekierskiego. Kolejny dorobek literacki pisarza to: Urodzajne piachy (1961), Pół godziny przyjaźni (1961), według której nakręcono film Czerwone berety, Odchodzące niepokoje (1966), Ku górze nad rzeką (1971), Ziemia nie boi się kul (1971), Chłodny wiatr odpędza ptaki (opowiadania 1972), Czarne i białe pióropusze (1965), Dziewczyna ze strzelnicy (1969), Nie odpoczywa w spokoju (1978), Drzewo liści nie dobiera (1972), Nie dojrzeje owoc (1975), Nic się nie stało (1975), Druga strona księżyca (1979), scenariusz filmu Ślad na ziemi (1977–1978). Akcja powieści pt. Ziemia nie boi się kul rozgrywa się w Imielinie w czasie powstań śląskich. W ciągu trzydziestu lat napisał kilkanaście powieści, opowiadań, sztuk scenicznych, felietonów.
Na podstawie opowiadania z cyklu tematycznego Tego domu już nie ma Kazimierz Kutz stworzył scenariusz filmu Paciorki jednego różańca. Inne sztuki sceniczne Siekierskiego to: Symulanci (1963), Nie wstydź się własnej żony (1973), Sprawa osobista (1975), Wina bez kary (1975) i Fermentacja (1978). Napisał także scenariusz do serialu telewizyjnego Blisko, coraz bliżej (reż. Zbigniew Chmielewski).
Od 1985 był posłem na Sejm PRL IX kadencji z ramienia PZPR. W 1988 został uhonorowany Śląską Nagrodą im. Juliusza Ligonia.
Zginął tragicznie 28 lutego 1989 w swoim domu w Katowicach-Ligocie, pochowany 4 marca na cmentarzu w cmentarzu Panewnikach. W 2004 powstało w Imielinie Stowarzyszenie Społeczno-Kulturalne im. Albina Siekierskiego.

## Odznaczenia i nagrody
- Krzyż Komandorski Orderu Odrodzenia Polski (1982)
- Krzyż Kawalerski Orderu Odrodzenia Polski (1976)
- Srebrny Krzyż Zasługi (1974)
- Odznaka „Zasłużony Działacz Kultury” (1982)[2]
- Złota honorowa odznaka „Trybuny Robotniczej” (1978)[3]
- Nagroda „Trybuny Ludu” (1984)[4]

Otrzymał ponadto czterokrotnie Nagrodę Literacką Województwa Katowickiego (w tym w 1965).